# قرفصية
القرفصية أو الصُرانيات او النشارية (باللاتينية: Serranidae) هي فصيلة من الأسماك تنتمي لرتبة الفرخيات. تحتوي الفصيلة على 450 نوعاً في 64 جنسًا، بما في ذلك أسماك القاروص، وأسماك الهامور، على الرغم من صغر حجم العديد من أنواعها، في بعض الحالات أقل من 10 سـم (3.9 بوصة)، يعد الهامور العملاق أحد أكبر الأسماك العظمية في العالم، حيث يصل طولها لـ2.7 م (8 قدم 10 بوصة) ويصل وزنها 400 كـغ (880 رطل).

## الخواص
تُعد أغلب فصيلة القرفصية أسماك ذات ألوان زاهية، ويتم اصطياد الأنواع الكبيرة منها لغرض الأكل. توجد في الغالب حول الشعاب في مياه المنطقة الاستوائية وشبه الاستوائية على طول السواحل. في الغالب تكون فصيلة سرانيدا قوية البنيان، وذات أفواه كبيرة وأشواك صغيرة على أغطية الخيشوم. تمتلك في الغالب صفوفًا من الأسنان الحادة، وفي أحيان أخرى تمتلك زوجًا كبيرًا من الأسنان التي تشبه الكلب بارزة من فكها السفلي.
تعد كافة أنواع فصيلة القرفصية آكلة للحوم. على الرغم من أن بعض الأنواع، خاصة في فصيلة أنثياس الفرعية، لا تتغذى إلا على العوالق الحيوانية، غذاء أغلبية الأسماك والقشريات. وهي في الغالب أسماك مفترسة تتربص لفريستها، حيث تختبئ في غطاء الشعاب المرجانية ثم تنقض على فريستها. تعد ألوانها الزاهية في الغالب أحد أنواع التموية الافتراسية، على غرار الخطوط الموجودة في النمر.
معظم الأنواع خنثى، مبكرة الأنوثة
، بما يعنى أنها تكون في البداية أنثى ثم يتغير جنسها للذكر بعد ذلك في أطوار حياتها. تنتج كمية كبيرة من البيض ويرقتها عبارة عن عوالق، وفي الغالب تسكن في تيارات المحيط وفي بعض الأحيان تستقر وسط حشد من المجموعات كبيرة السن.

## التصنيف
- فصيلة أنثييناي (Anthiinae) الفرعية

- - أناتولانثياس (Anatolanthias)
  - أنثياس (Anthias)
  - كايسيوبيركا (Caesioperca)
  - كابرودون (Caprodon)
  - داكتيلانثياس (Dactylanthias)
  - جيجانثياس (Giganthias)
  - هيمان ثياس (Hemanthias)
  - هولانثياس (Holanthias)
  - هايبليكتروديس (Hypoplectrodes)
  - ليبيدوبيرسا (Lepidoperca)
  - ليزونيشاثياس (Luzonichthys)
  - نيمانثياس (Nemanthias)
  - أودونتانثياس (Odontanthias)
  -  أوثوس (Othos)
  - بلاكترانثياس (Plectranthias)
  - برونوتوجراموس (Plectranthias)
  - بيسودانسياس (Plectranthias)
  - رابوليشيثياس (Rabaulichthys)
  - سيكويرا (Sacura)
  - سيلينانثياس (Selenanthias)
  - سيرانوكيرتيس (Serranocirrhitus)
  - توسانا (Tosana)
  - توسانوديس (Tosanoides)
  - تراشيبوما (Trachypoma)

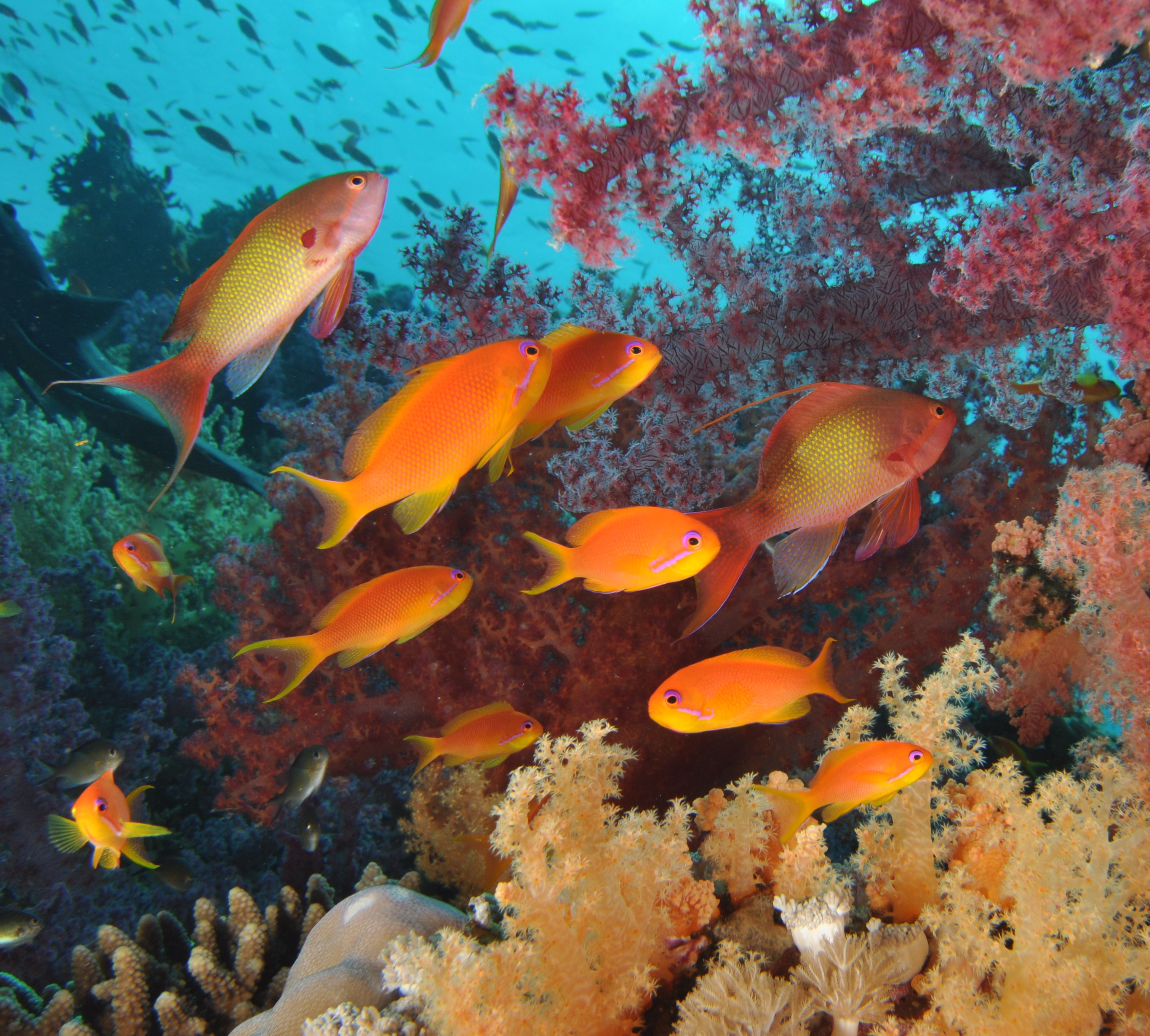
أحد الأنواع النموذجية من سي جولدي (sea goldie) صغيرة وملونة بلانكتيفوروس (planktivorous) واجتماعية

- الأسرة الفرعية ابينيفيليناي (Epinephelinae) (أسماك الهامور)

- - أيثالوبيركا (Aethaloperca)
  - ألفيسيتس (Alphestes)
  - أنيبيرودون (Anyperodon)
  - أولاكوسيفالوس (Aulacocephalus)
  - سيفالوفوليس (Cephalopholis)
  - تشروميليبتيس (Chromileptes)
  - ديرماتولبيس (Dermatolepis)
  - إبينيفيليديس (Epinephelides)
  - إبينيفيليس (Epinephelus)
  - جونيوبليكتريس (Gonioplectrus)
  - جراسيلا (Gracila)
  - جراميستوبس (Grammistops)
  - مايكتروبيركا (Mycteroperca)
  -  (Serranidae) نيفون (Niphon)
  - برانثياس (Paranthias)
  - بليكتروبوموس (Plectropomus)
  - بوجونوبيركا (Pogonoperca)
  - سالوبتيا (Saloptia)
  - ترايسو (Triso)
  -  فاريولا (Variola)

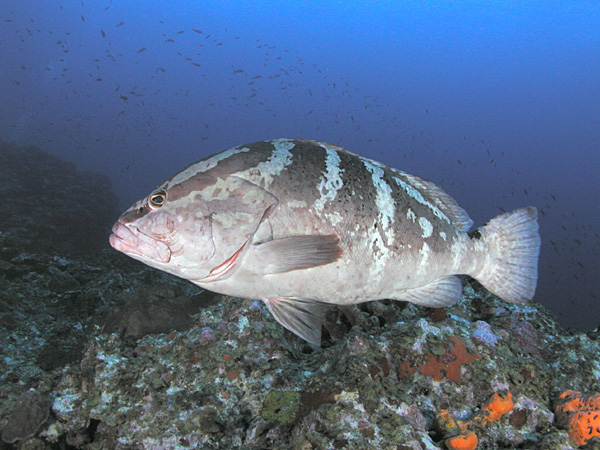
مثل الأنواع الكبيرة في الأسرة الفرعية ابينيفيليناي (Epinephelinae)، تكون أسماك الهامور من نوع ناسوا (Nassau) مهددة بالـإفراط في صيد الأسماك

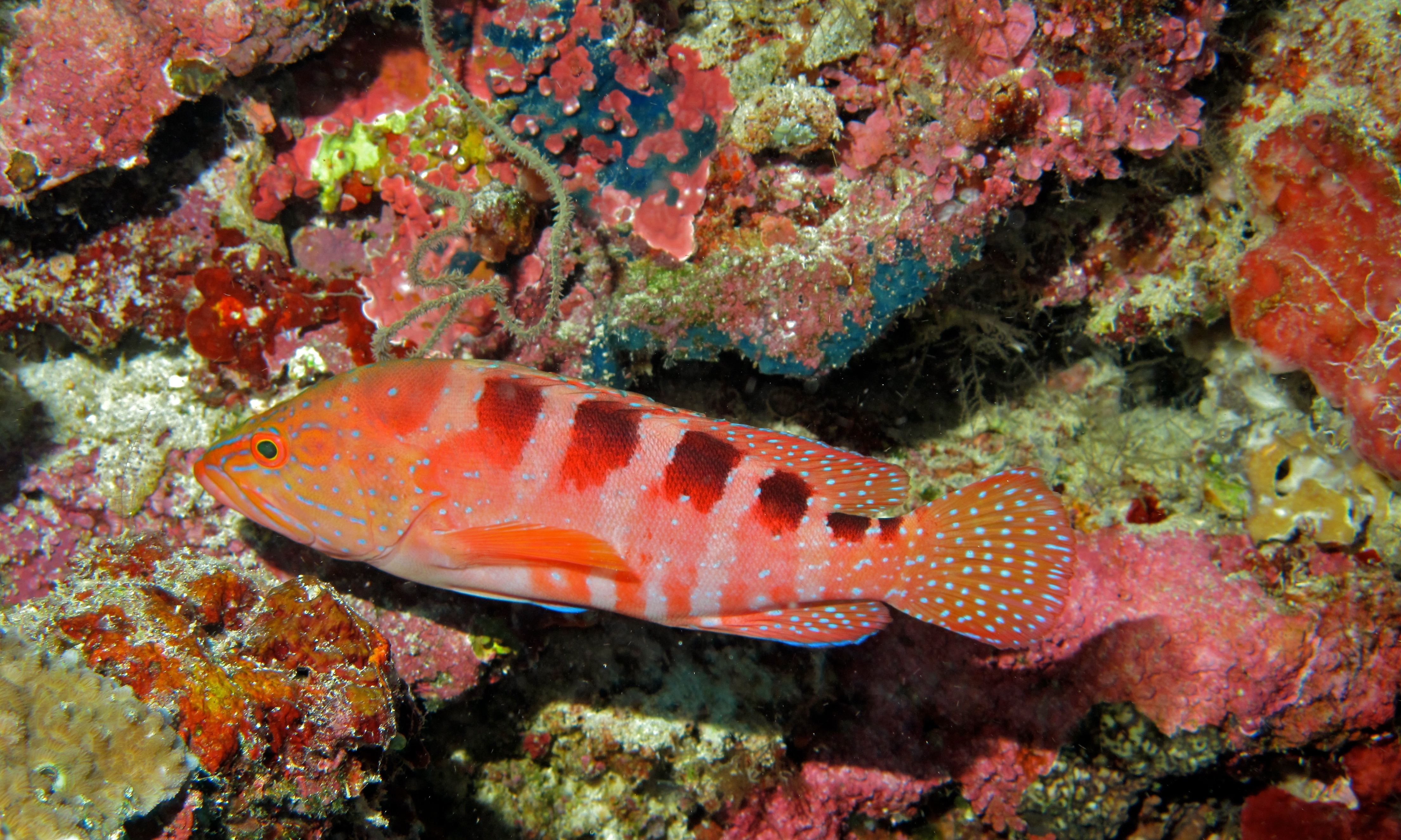
سمك القد المنمش، أحد أنواع الأسرة الفرعية Epinephelinae

- الأسرة الفرعية جراميستيناي (Grammistinae) (أسماك الصابون) (soapfishes)

- - بيلونوبيركا (Belonoperca)
  - ريبتيكوس (Rypticus)
  - ديبلوبريون (Diploprion)
  - ابوروبس (Aporops)
  - سيدوجراما (Pseudogramma)
  - سيتونيا (Suttonia)
  - جرامستيس (Grammistes)

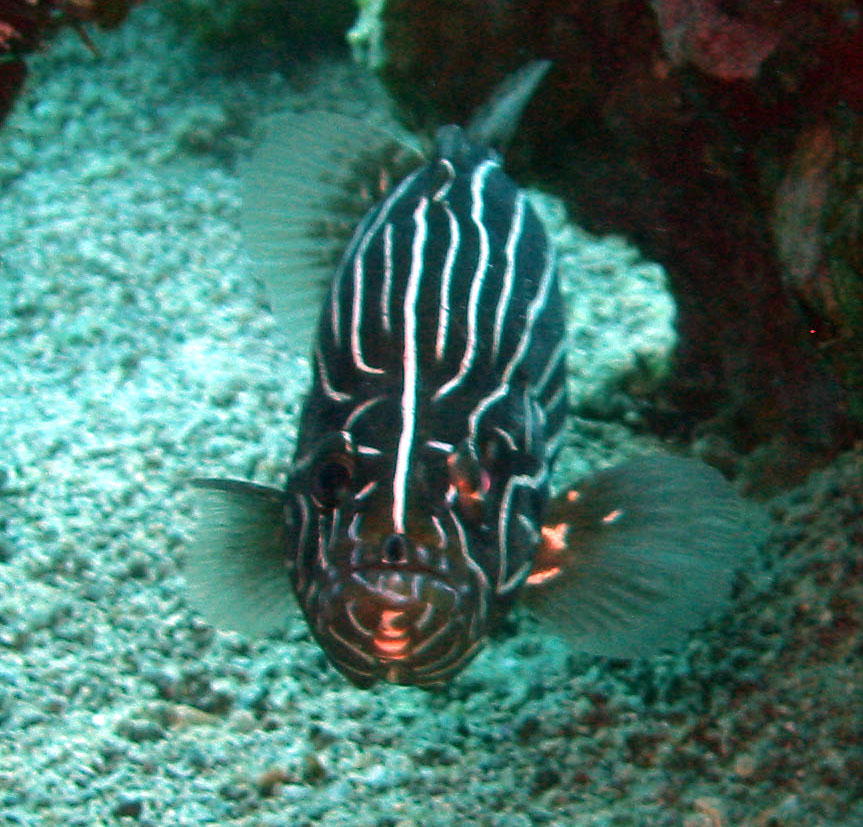
وكما يشير اسمها، ينتج جلد سمكة الصابون ذو الستة خطوط أغشية مخاطية سامة

- الفصيلة الفرعية ليوبروبوماتيناي (Liopropomatinae)
  - باثيانثياس (Bathyanthias)
  - جيبولكيا (Jeboehlkia)
  - ليوبروبوما (Liopropoma)
  - رينفورديا (Rainfordia)
- الفصيلة الفرعية سيرانيناي (Serraninae)
  - أكانثيستيس (Acanthistius)
  - بوليسيشيثياس (Bullisichthys)
  - سينتروبريستيس (Centropristis)
  - تشيليدوبيركا (Chelidoperca)
  -  كراتينيوس (Cratinus)
  - ديبلكتروم (Diplectrum)
  - هايبوبليكتريس (Hypoplectrus)
  - بارالابركس (Paralabrax)
  - باراسفايرانوبيس (Parasphyraenops)
  - سكولوتزا (Schultzea)
  - سيرانيكليس (Serraniculus)
  - سيرانيس (Serranus)
- انسيرتا سيديس (incertae sedis)
  - كاسيوسكوربيس (Caesioscorpis)
  - هيميليوتجانيس (Hemilutjanus)
  - †بالايوبيركا (Palaeoperca) (الإيوسين، ألمانيا) (Eocene, Germany)